# Târșolț
Târșolț – wieś w Rumunii, w okręgu Satu Mare, w gminie Târșolț. W 2011 roku liczyła 2649 mieszkańców.